# Майлиошак
Майлиоша́к (каз. Майлыошақ) — село у складі Казигуртського району Туркестанської області Казахстану. Входить до складу Сарапхананського сільського округу.
До 1992 року село називалось Кіров.
Населення — 950 осіб (2021; 822 у 2009, 680 у 1999, 529 у 1989).